# Варсхот
Варсхот (на нидерландски: Waarschoot) е селище в Северна Белгия, окръг Гент на провинция Източна Фландрия. Населението му е около 7800 души (2006).